# Compra de la Louisiana

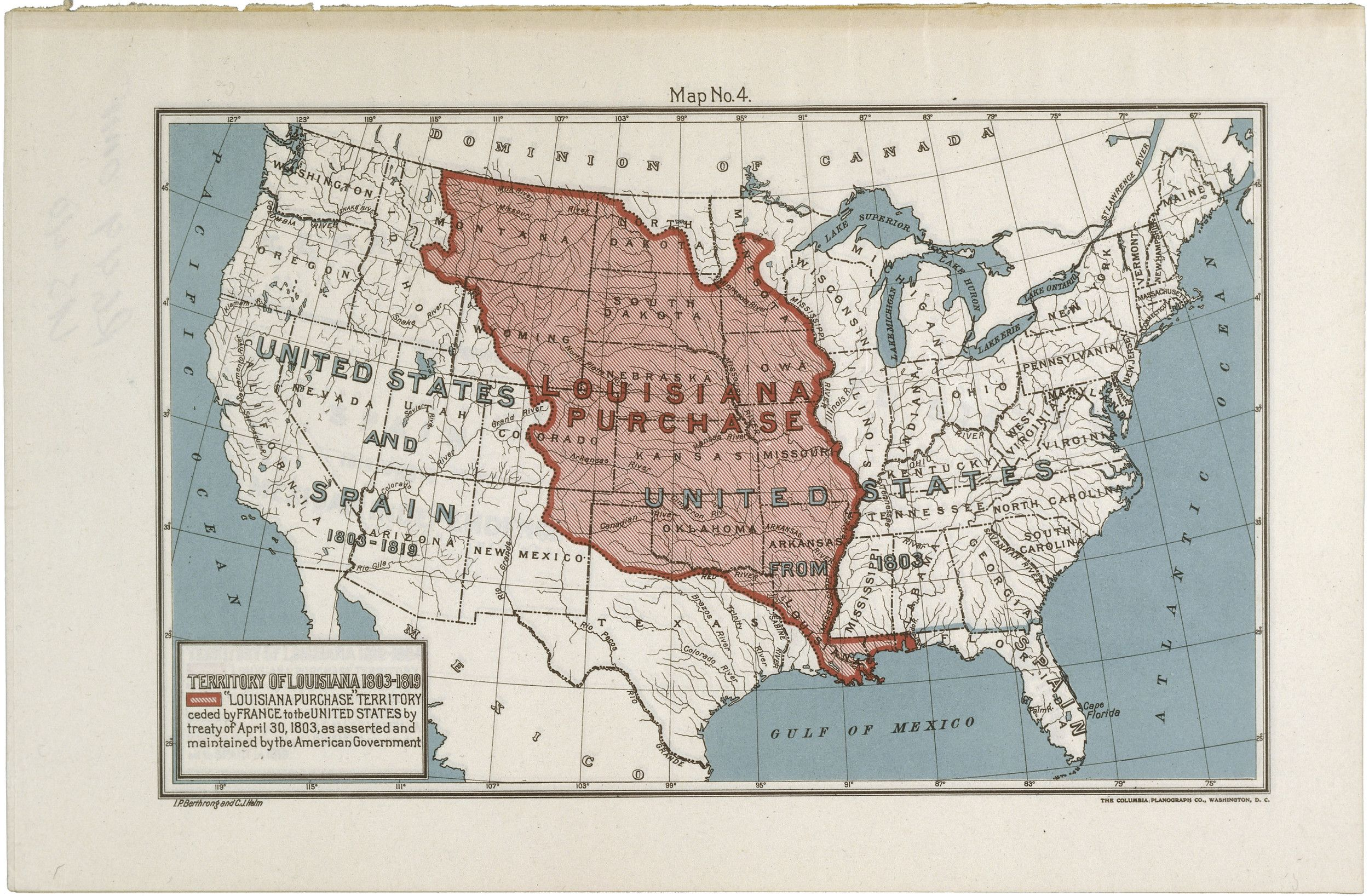
La compra del Territori de la Louisiana (mapa de 1812).

La compra de la Louisiana fou una transacció comercial en forma de tractat internacional signat el 2 de maig de 1803, segons la qual França vengué als Estats Units 2.144.476 km² de les seves possessions a Amèrica del Nord a un preu d'uns 7 centaus per hectàrea: en total, 15 milions de dòlars o 80 milions de francs. L'enorme extensió objecte del tracte comprenia els territoris dels actuals estats d'Arkansas, Missouri, Iowa, Oklahoma, Kansas, Nebraska, la part al sud del riu Mississipi de Minnesota, gran part de Dakota del Nord, la pràctica totalitat de Dakota del Sud, el nord-est de Nou Mèxic, el nord de Texas, una part de Montana, Wyoming, Colorado a l'est de la divisòria continental, i Louisiana, incloent-hi la ciutat de Nova Orleans. A més, el lot comprenia parts de les províncies actuals d'Alberta i Saskatchewan, al Canadà. Aquest territori representa el 23% de la superfície actual dels Estats Units.
La compra fou important per a la Presidència de Thomas Jefferson, que es va haver d'enfrontar a algunes resistències internes. Tot i que hi havia dubtes sobre la constitucionalitat de l'operació, Jefferson va decidir comprar la Louisiana per què no li agradava la idea que França i Espanya tinguessin el poder de bloquejar l'accés dels comerciants estatunidencs al port de Nova Orleans. De retruc, aquesta negociació reeixida va obrir per als Estats Units l'accés a l'oceà Pacífic (la conquesta de l'oest), i va duplicar de cop el seu territori, per la qual cosa constitueix un dels esdeveniments històrics de més grans conseqüències en la història Universal dels últims dos segles.
Napoleó va sentenciar, un cop signat el tractat, que: 
| «                   | Aquesta cessió de territori afermarà per sempre el poder dels Estats Units, i jo he proporcionat a Anglaterra un rival marítim que, més aviat o més tard, humiliarà el seu orgull. | » |
| — Napoleó Bonaparte | |   |

## Context històric

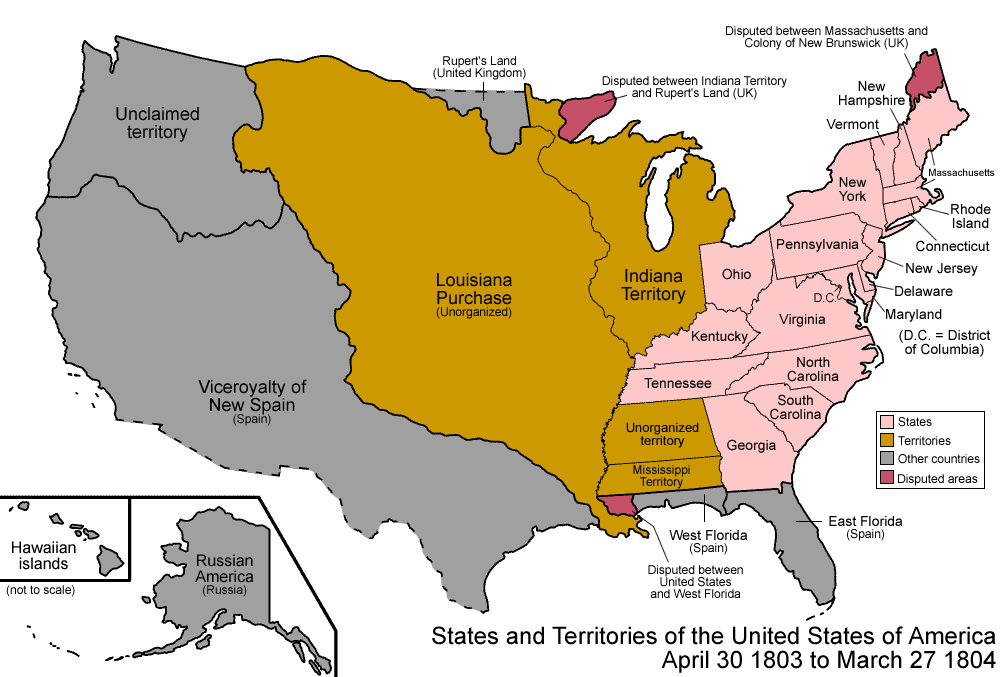
Amèrica del Nord en el moment de la compra de la Louisiana

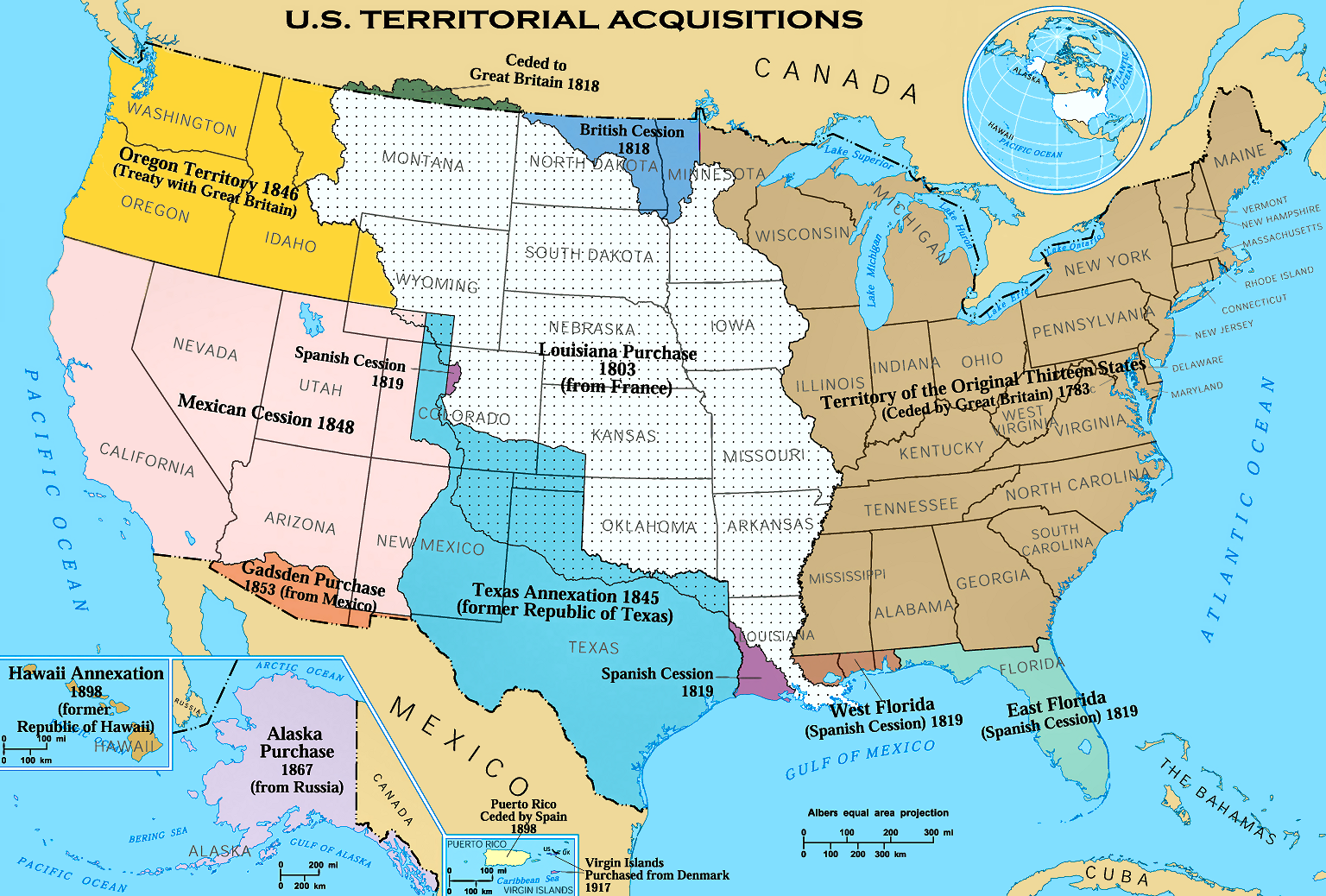
La compra de la Louisiana en el context de l'expansió territorial dels Estats Units cap a l'Oest

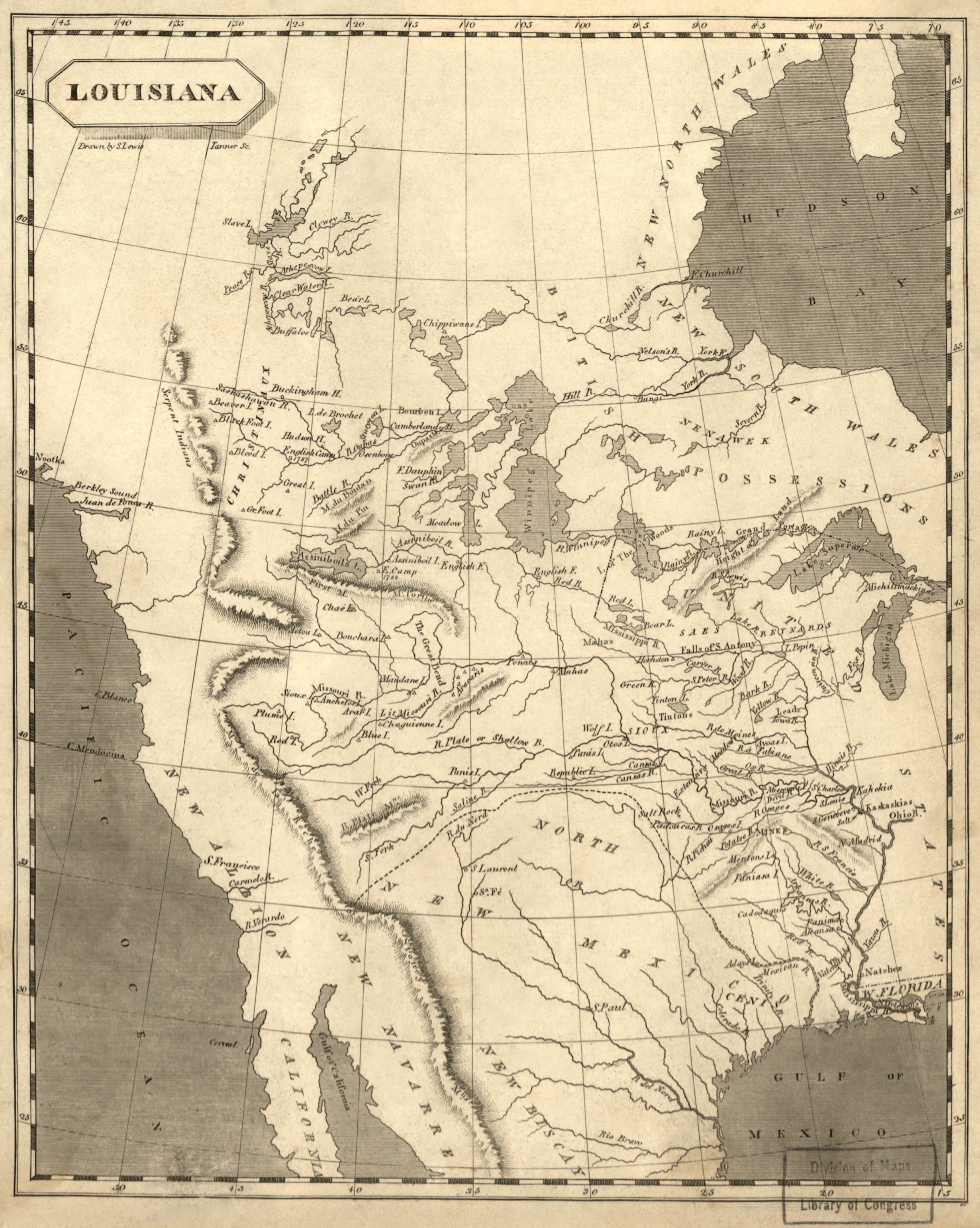
Un mapa de 1804 de la Louisiana, limitada a l'oest per les Muntanyes Rocoses

El 1803 la Louisiana era un territori d'uns 2 milions de km², que limitava al nord amb el Canadà britànic, a l'est amb els territoris estatunidencs mitjançant el riu Mississipi i a l'oest amb els territoris de la Nova Espanya (a l'altre vessant de les muntanyes Rocoses).
La ciutat de Nova Orleans controlava el riu Mississipi, per la seva ubicació privilegiada a prop de la desembocadura. Ja s'havien intentat altres ubicacions sense èxit. Per tant, el seu port i tot el curs del riu eren molt importants per al tràfec de productes agrícoles entre les diverses regions dels territoris estatunidencs a l'oest dels Apalatxes. El Tractat de Pinckney, signat amb Espanya el 27 d'octubre de 1795, concedia als comerciants estatunidencs el "dret de dipòsit" a Nova Orleans, és a dir, que podien utilitzar el seu port per emmagatzemar-hi els productes que s'havien d'exportar. El tractat també els reconeixia el dret a navegar per tot el riu Mississipi, que s'havia convertit en la via imprescindible per al comerç dels territoris occidentals dels Estats Units. El 1798 Espanya va revocar el tractat, amb el natural disgust dels estatunidencs, però el 1801 el nou governador espanyol Juan Manuel de Salcedo va restablir el "dret de dipòsit". Napoleó Bonaparte havia recuperat la Louisiana per a França el 1800, mercès al Tractat de Sant Ildefons (la Louisiana havia estat colònia espanyola des de 1762) i va enviar en 1802 30.000 soldats i mariners per suprimir la rebel·lió i restablir l'esclavitud i posteriorment envair Amèrica del Nord a través de Nova Orleans i establir una explotació important a la vall del Mississipi, però en desconèixer les mesures bàsiques de prevenció i control contra la febre groga, la mortalitat per la malaltia només va deixar viva una petita part de les seves tropes. Tanmteix, el tractat fou mantingut en secret, i la Louisiana romangué sota control espanyol fins que el 30 de novembre de 1803, només tres setmanes abans de la cessió als Estats Units, Espanya cedí el control efectiu del territori a França.
Els Estats Units tenien molt d'interès, doncs, a assegurar-se el port de Nova Orleans. Per la seva banda, França tenia pressa per desfer-se d'aquesta colònia que acabava de recuperar formalment d'Espanya tot just feia dos anys, ja que necessitava concentrar totes les seves forces militars al continent europeu. A més, els esclaus d'Haití s'havien revoltat contra França (la colònia es va declarar independent el 1804) i l'armada francesa ja no tenia cap base d'operacions útil per defensar el port de Nova Orleans.
Napoleó va preferir vendre, doncs, la colònia als estatunidencs i no córrer el risc de perdre-la a mans dels anglesos. Com va dir ell mateix: Aquesta venda no és un gran negoci per a França, però el més important és que proporcionarem als anglesos un competidor nou en el seu monopoli marítim.
James Monroe i Robert R. Livingston van viatjar a París per negociar la compra el 1803. Només estaven interessats en el port i els seus voltants; no es podien ni imaginar la magnitud de la transferència territorial que estaven a punt de protagonitzar.

## Negociació

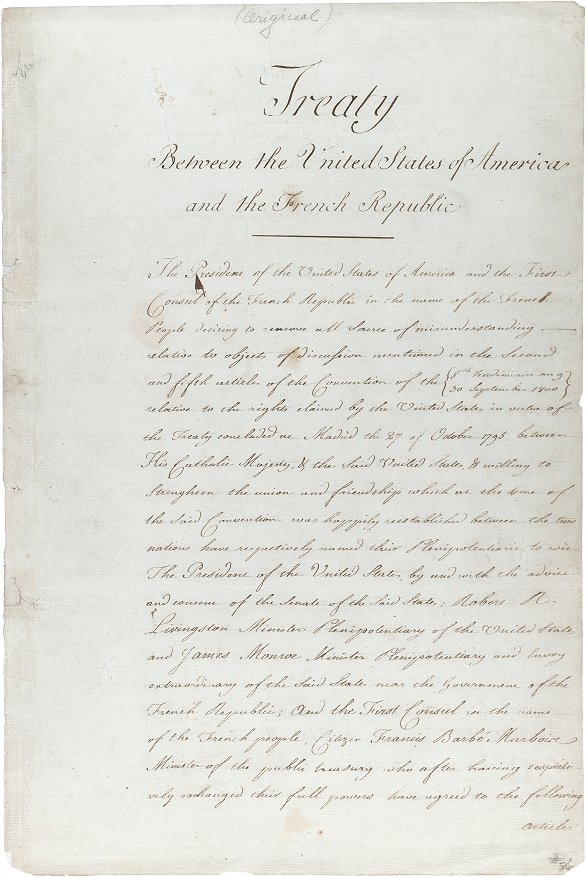
El document del Tractat.

El president Thomas Jefferson envià Robert R. Livingston a negociar a París per primera vegada el 1801, quan va descobrir que Espanya havia cedit la Louisiana a França pel Tractat de San Ildefons. El negociador només tenia l'encàrrec de comprar Nova Orleans amb la part costanera del territori (aproximadament, l'actual estat de Louisiana).
El 1802, Pierre Samuel du Pont de Nemours va anar a ajudar els negociadors americans a petició de Jefferson. Du Pont, que era francès, vivia aleshores als Estats Units i tenia molt bona relació amb el president, així com amb la classe política francesa. S'havia dedicat a fer contactes diplomàtics amb Napoleó de part de Jefferson durant una visita a França, i va anar introduint la idea de comprar tota la Louisiana com una manera d'evitar el perill d'un enfrontament entre els Estats Units i Napoleó a l'Amèrica del Nord.
A Jefferson no li agradava la idea de comprar la Louisiana perquè això implicava reconèixer que França tenia algun dret a estar en territori nord-americà com a potència colonial. Molt conservador en la interpretació de les lleis, Jefferson creia, a més, que el president dels Estats Units no tenia autoritat per fer un tracte que no estava previst a la Constitució. Fins i tot pensava que per fer-ho hauria d'envair competències pròpies dels estats, incrementant el poder de l'executiu federal. D'altra banda, era conscient de l'amenaça potencial que podia suposar França a la regió, i estava preparat per anar a la guerra per neutralitzar aquesta amenaça. Mentrestant, el ministre d'Afers Exteriors de Napoleó, Talleyrand, s'oposava amb totes les seves forces a vendre la Louisiana perquè això suposaria la fi dels plans secrets de França de fer-se un imperi nord-americà.
Durant tot aquest temps, Jefferson va anar tenint informacions sobre les activitats militars i les intencions de Napoleó a Amèrica del Nord. Part de l'evolució de la seva estratègia consistí a proporcionar a Du Pont alguna informació que li havia amagat a Livingston. Fins i tot va donar instruccions deliberadament contradictòries a cadascun d'ells. Després, el 1803, va enviar a París per reforçar-los James Monroe, que havia estat l'ambaixador estatunidenc durant la Revolució Francesa. Monroe (que després esdevindria president) va conferir a tota la legació una imatge de seriositat.
Mentrestant, Napoleó va haver d'enfrontar-se a una sublevació a la colònia de Saint-Domingue (actualment, la República d'Haití). Una força expedicionària a les ordres del seu cunyat Charles Leclerc havia intentat reconquerir el territori i restablir-hi l'esclavitud. Però una epidèmia de febre groga i una resistència ferotge dels haitians van destruir l'exèrcit francès. Napoleó necessitava estar en pau amb el Regne Unit per poder implementar el Tractat de Sant Ildefons i prendre possessió de la Louisiana. Si no, la Louisiana esdevindria una presa fàcil per al Regne Unit o, fins i tot, per als Estats Units. Però a l'inici del 1803 la guerra entre França i el Regne Unit semblava inevitable. L'11 de març del 1803, Napoleó començava a preparar-se per envair la Gran Bretanya.
Napoleó havia fracassat en la recuperació d'Haití; en conseqüència, va abandonar els seus plans de reconstruir l'imperi francès a Amèrica del Nord. Sense els ingressos provinents del sucre de les colònies del Carib, la Louisiana tenia molt poc valor per a ell. El 10 d'abril, Napoleó va dir al seu ministre de Finances Barbé-Marbois que estava considerant vendre la totalitat del Territori de la Louisiana als Estats Units. L'endemà, 11 d'abril del 1803, pocs dies abans de l'arribada de Monroe, Barbé-Marbois oferí a Livingston tota la Louisiana, tret de només la ciutat de Nova Orleans, al preu de 15 milions de dòlars.
Els representants americans estaven preparats per pagar fins a 10 milions de dòlars per Nova Orleans i els seus voltants, però es van quedar sense paraules quan els fou ofert un territori tan extens per "només" 15 milions de dòlars. Malgrat les instruccions que li havia donat Jefferson, Livingston va veure clar que el seu govern acceptaria una oferta com aquella.
Els negociadors estatunidencs pensaven que Napoleó podia retirar la seva oferta en qualsevol moment, deixant els Estats Units sense cap possibilitat d'adquirir Nova Orleans. Per tant, van acabar acceptant el 30 d'abril. El tractat es va signar el 2 de maig del 1803. El 14 de juliol va arribar el document a Washington. El Territori de la Louisiana era immens, i s'estenia des del Golf de Mèxic al sud fins a la Terra de Rupert al nord, i des del riu Mississipi a l'est fins a les muntanyes Rocoses a l'oest. Els Estats Units van doblar de cop el seu territori per un preu de menys de 3 centaus per acre. És veritat que la suma de diners no era massa important, en termes relatius, però per a un país jove com era Estats Units, va representar un capital considerable i fins i tot es va haver d'endeutar per poder-lo pagar. Tanmateix, es pot considerar el negoci més rendible de la història. A més, la transacció es va fer sense que ningú sabés exactament les característiques del territori que uns venien i els altres compraven, ja que era una zona molt extensa encara inexplorada, i tampoc no existia cap tractat amb Espanya que determinés el límit entre aquest territori i el del Virregnat de Nova Espanya. Havia començat l'aventura del Far West.

## Oposició interna als Estats Units
La compra de la Louisiana no es va fer sense oposició interna. La coherència ideològica de Thomas Jefferson es va posar en dubte, atesa la seva línia d'estricta observança de la Constitució. Molta gent el van considerar un hipòcrita per haver fet quelcom que ell mateix segurament li hauria criticat a Alexander Hamilton. Els federalistes es van oposar amb fermesa a la compra, ja que preferien l'amistat del Regne Unit a la complicitat amb Napoleó, consideraven que la compra era inconstitucional, i els preocupava que els Estats Units havien pagat una gran quantitat de diners que només serviria per acabar declarant la guerra a Espanya. El cap de la majoria al Congrés, John Randolph, liderava l'oposició. Quan es va votar per denegar l'autorització de compra, només els van faltar dos vots (59 a 57). Els federalistes fins i tot van intentar demostrar que el territori pertanyia a Espanya i no a França, però els papers van provar el contrari. Els federalistes també es temien que el poder polític dels estats de la costa est podria veure's amenaçat pels nous ciutadans dels territoris de l'oest, causant un enfrontament entre els grangers de l'oest i els comerciants i banquers de Nova Anglaterra. Els preocupava igualment que un increment en el nombre d'estats esclavistes, creats en el nou territori, podria augmentar la separació entre el nord i el sud. Un grup de federalistes liderat pel senador per Massachusetts Timothy Pickering va anar més lluny, planejant la separació d'una confederació del nord, i oferint-li al vicepresident Aaron Burr la presidència de la confederació projectada si podia convèncer Nova York que s'hi unís. Les relacions entre Burr i Hamilton, que lluitava per acabar amb el naixent moviment secessionista del Nord, es van deteriorar tant en aquesta època que tots dos es van batre en un duel el 1804, que va acabar amb la mort de Hamilton.

## Signatura del Tractat
El Tractat de compra de la Louisiana, que algú va anomenar "l'escriptura de compra d'un continent", fou signat per Robert R. Livingston, James Monroe, i François de Barbé-Marbois a París el 30 d'abril de 1803. Jefferson va anunciar el tractat al poble americà el 4 de juliol - Dia de la Independència dels Estats Units d'Amèrica. Després de signar, Livingston va fer la seva famosa frase: "Hem viscut molts anys, però aquesta és la més noble acció de les nostres vides... Des d'aquest dia, els Estats Units tenen el seu lloc entre les potències de primer ordre."
El Senat dels Estats Units va ratificar el tractat per 24 vots a 7 el 20 d'octubre, i es va autoritzar el president que prengués possessió del territori i hi establís un govern militar provisional. El 31 d'octubre el Congrés va instituir una administració civil provisional a semblança de la que hi havia hagut sota les sobiranies francesa i espanyola, i va autoritzar el president a emprar l'exèrcit per mantenir l'ordre. També es van fer plans per enviar algunes expedicions d'exploració i cartografia del nou territori, la més famosa de les quals fou l'expedició de Lewis i Clark.
França va lliurar la ciutat de Nova Orleans el 20 de desembre del 1803 en un acte al Cabildo (l'ajuntament). El 10 de març del 1804, a Saint Louis, es va fer una cerimònia de transferència formal del territori.
Fet efectiu l'1 d'octubre del 1804, el territori adquirit fou organitzat en el Territori d'Orleans (la major part del qual esdevindria més tard el nou estat de Louisiana) i el Districte de Louisiana, que va quedar temporalment sota el control del governador i els jutges del Territori d'Indiana.

## Els límits del territori

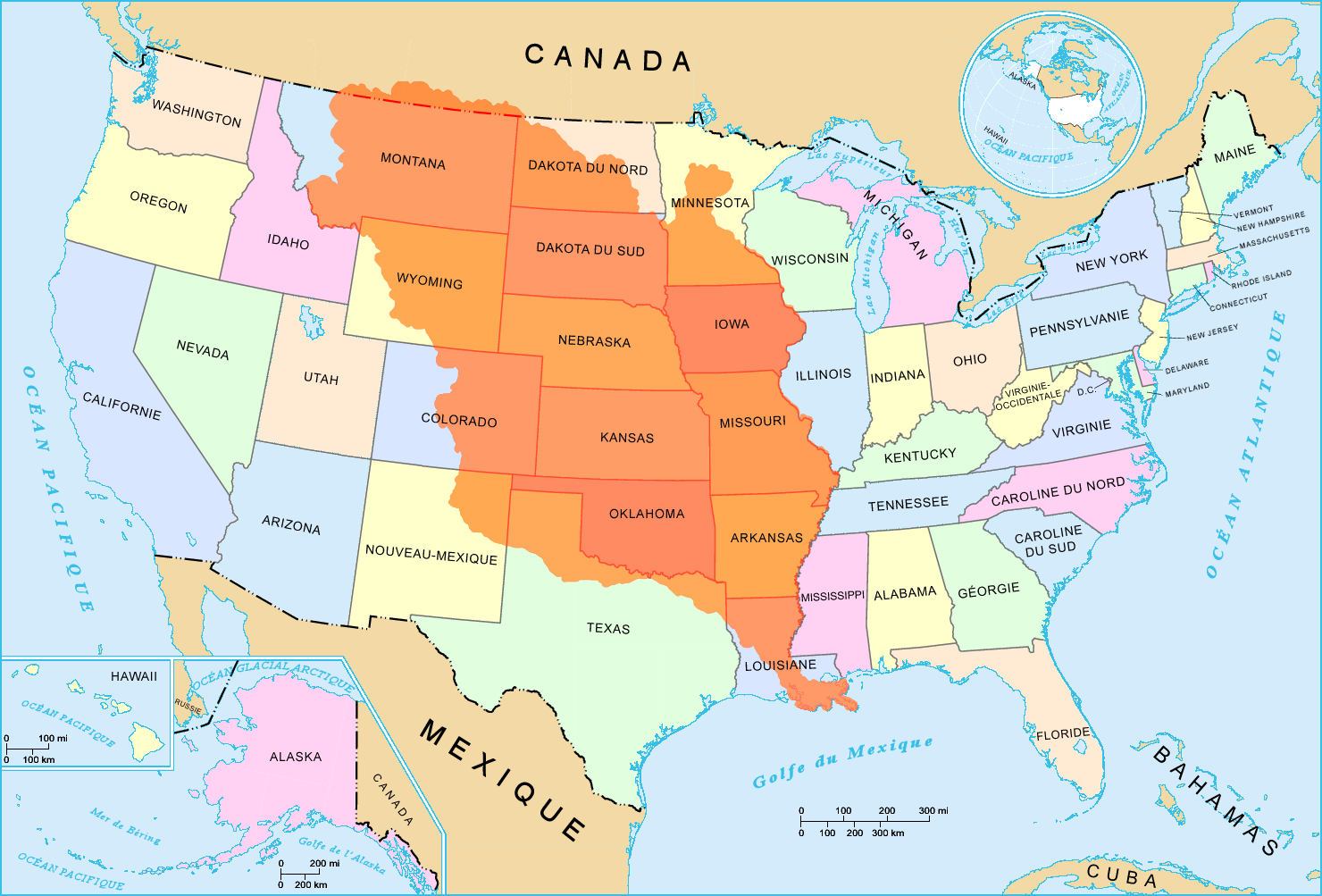
L'antiga Louisiana en comparació amb el territori actual dels Estats Units.

Els límits de la conca del riu Mississipi, definits per les capçaleres de tots els seus emissaris per la banda dreta, foren considerats els del nou territori, per part dels Estats Units. La seva extensió s'estimava basant-se en les exploracions de Robert La Salle.
De seguida es va generar una disputa amb Espanya per aquesta qüestió. Els límits del territori no havien estat fixats en el Tractat de Fontainebleau (1762), pel qual França el cedia a Espanya, ni en el Tractat de Sant Ildefons de 1800, de retrocessió a França, ni tampoc en el definitiu acord de compra de 1803. Els Estats Units reclamaven que la Louisiana incloïa tota la part occidental de la conca del riu Mississipi fins a la divisòria d'aigües de les muntanyes Rocoses i també la terra que s'estenia al sud-est fins al Rio Grande. Espanya insistia que comprenia només la meitat occidental de la conca del Mississipi, amb les ciutats de Nova Orleans i Saint Louis. La relativament estreta franja de la Louisiana inclosa al Virregnat de la Nova Espanya fou una província especial sota la jurisdicció de la Capitania General de Cuba, mentre que la vasta regió que s'estenia cap a l'oest el 1803 encara era considerada com una part de la Comandància General de les Províncies Internes. La Louisiana mai no va ser considerada com una de les Províncies Internes de la Nova Espanya.
De la mateixa manera, el límit nord del territori adquirit el constituïa l'igualment mal definit límit amb les possessions britàniques de la Terra de Rupert, actualment part del Canadà. La compra, en principi, s'estenia més enllà del paral·lel 50° nord. Tanmateix, el territori al nord del paral·lel 49° nord, incloent-hi les capçaleres del Milk River i del Poplar River, fou cedit al Regne Unit a canvi d'una part de la conca del Red River al sud del paral·lel 49° nord per la Convenció Angloamericana del 1818.
El límit oriental de la Louisiana comprada era el riu Mississipi, des del seu naixement fins al paral·lel 31° nord, si bé les fonts del riu Mississipi (el llac Itasca) encara no es coneixien. Però el límit est al sud del paral·lel 31º no estava clar; els Estats Units reclamaven tota la terra fins al riu Perdido, mentre que Espanya deia que la frontera de la seva colònia de Florida estava fixada en el riu Mississipi. Al principi del 1804, el Congrés va acordar la Mobile Act, que considerava la Florida occidental integrada als Estats Units (actualment, és la sortida al mar dels estats de Mississipi i Alabama). El Tractat d'Adams-Onís, signat amb Espanya el 1819, va resoldre definitivament aquesta qüestió, i actualment el paral·lel 31° nord i el riu Perdido constitueixen les fronteres nord i oest, respectivament, de la Florida continental o occidental.
El límit meridional respecte de la Nova Espanya al principi tampoc no estava gens definit; el Tractat de Terra Neutral del 1806 va crear una franja de ningú al llarg del riu Sabine durant un temps, fins que el Tractat d'Adams-Onís, el 1819, va començar a fixar la línia divisòria.

## Afermament de la sobirania estatunidenca

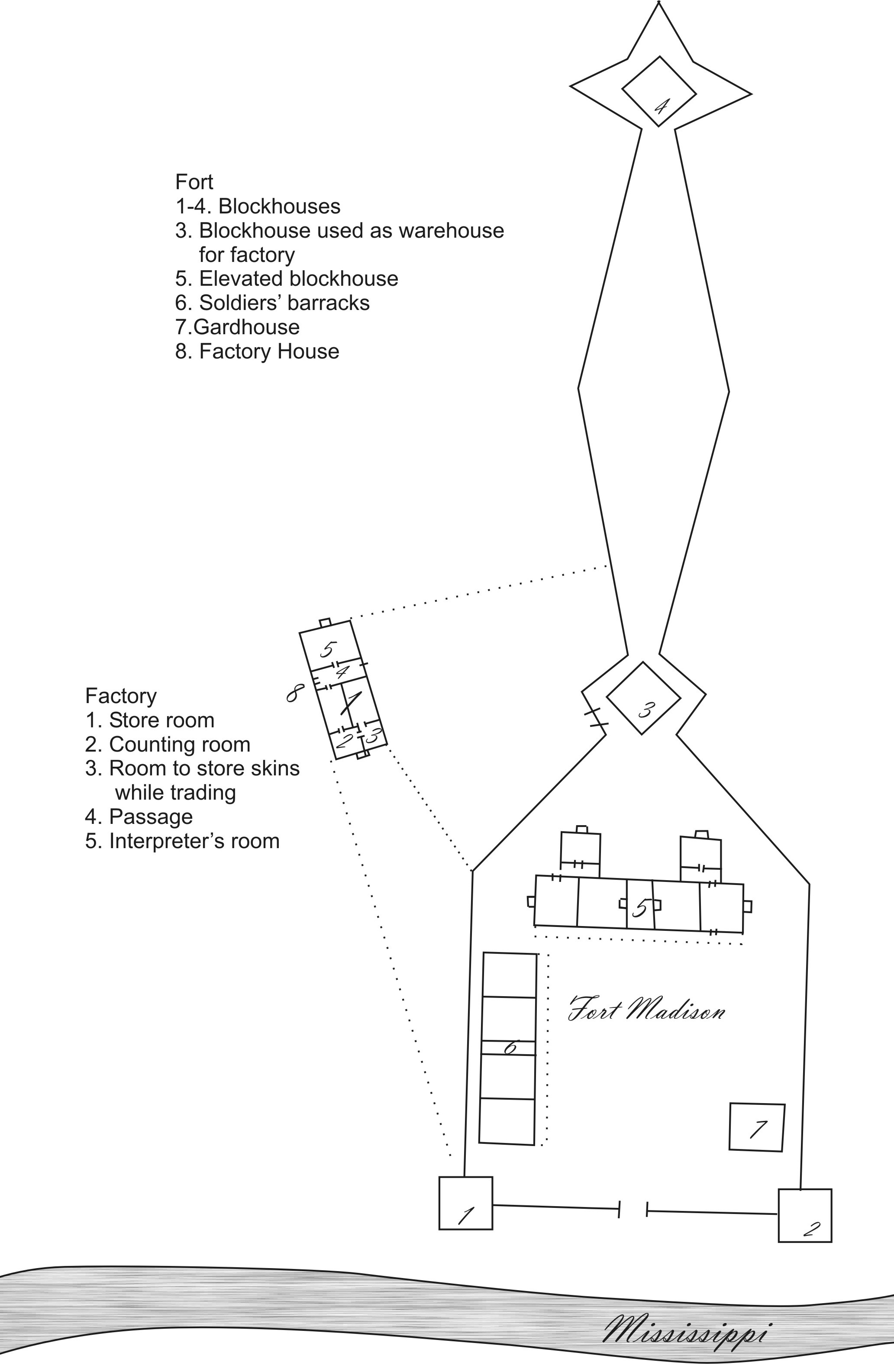
Plànol de Fort Madison, edificat el 1808 per assegurar el control estatunidenc de la part nord de la Louisiana acabada d'adquirir (dibuixat el 1810).

Després de l'expedició de Lewis i Clark, el govern dels Estats Units va maldar per posar sota el seu control tota la regió, ja que el comerç al llarg dels rius Mississipi i Missouri encara estava controlat per comerciants britànics i francesos i els seus aliats indis, especialment els sauk. Fort Bellefontaine fou reconvertit en un post militar estatunidenc a prop de Saint Louis el 1804. El 1808 es van construir dos nous forts militars que incorporaven sengles factories comercials, Fort Osage al riu Missouri i Fort Madison a l'alt Mississipi. Durant la Guerra Anglo-Americana de 1812-1815, els britànics i els seus aliats indis van desfer les forces nord-americanes a l'alt Mississipi; tant Fort Osage com Fort Madison foren abandonats, igual que diversos forts construïts pels americans durant la guerra, incloent-hi Fort Johnson i Fort Shelby, a Wisconsin. Després que fos confirmada la possessió estatunidenca de la regió pel Tractat de Ghent, es van edificar o bé ampliar forts al llarg dels rius Mississipi i Missouri, incloses l'ampliació de Fort Bellefontaine i la construcció de Fort Armstrong (1816) i de Fort Edwards (1816) a Illinois, Fort Crawford (1816) a Prairie du Chien, Fort Snelling (1819) a Minnesota, i Fort Atkinson (1819) a Nebraska.

## Finançament
El govern dels Estats Units va haver de desprendre's de 3 milions de dòlars en or per començar a pagar la compra a França, i la resta en bons del tresor. A causa de la imminent guerra contra el Regne Unit, els bancs francesos no volien comprar ni negociar amb bons americans. Per tant, els diplomàtics americans Livingston i Monroe van recomanar les cases Baring, de Londres, i Hope, d'Amsterdam, perquè garantissin la transacció davant el govern francès. Com que tenien la reputació de ser les dues firmes financeres més estables d'Europa, i ja que Napoleó volia rebre els seus diners al més aviat possible, el ministre francès de finances, Barbé-Marbois, va negociar amb els dos bancs per convertir els bons que França volia rebre en metàl·lic. De seguida que va rebre els bons americans, el govern francès els va vendre a Baring i a Hope amb descompte.
El document original de la compra de la Louisiana va estar exposat al vestíbul d'entrada de la seu del Barings Bank, a Londres, fins que aquesta entitat va fer fallida, el 1995, i ara el custodia l'entitat ING Group, que va comprar Barings.